# Kariel II
Kariel II ist ein Weiler im Arrondissement Niamey V der Stadt Niamey in Niger.

## Geographie
Der Weiler befindet sich im Westen des ländlichen Gebiets von Niamey V. Durch Kariel II verläuft der 2. Längengrad. Zu den umliegenden Siedlungen zählen die Weiler Kolonsa im Nordosten, Kariel I im Osten, Wouro Bellabé im Südwesten und Tillititogol im Westen.
Bei Kariel II verläuft das 17 Kilometer lange Trockental Kourtéré Gorou, das hinter Kourtéré in den Fluss Niger mündet.

## Bevölkerung
Bei der Volkszählung 2012 hatte Kariel II 531 Einwohner, die in 49 Haushalten lebten.